# Oviascoma paludosum
Oviascoma paludosum är en svampart som först beskrevs av Dennis, och fick sitt nu gällande namn av Y.J. Yao & Spooner 1996. Oviascoma paludosum ingår i släktet Oviascoma och familjen Pyronemataceae.   Inga underarter finns listade i Catalogue of Life.